# زاميا عزلاء
زاميا عزلاء (الاسم العلمي: Zamia inermis) هي نوع من النباتات تتبع جنس الزاميا من الفصيلة الزامية.